# ペルリー・セルトゥ

ペルリー・セルトゥの紋章

ペルリー・セルトゥ Perly-Certouxはスイス連邦・ジュネーヴ州の南部に位置する基礎自治体（コミューン）。バルドネ、ベルネ、コンフィニョン、プラン＝レ＝ズゥアトのコミューン、フランス、オート＝サヴォワ県のサン＝ジュリアン＝アン＝ジュヌヴォワとの間の国境に囲まれている。

## データ
- 面積:2.58 km²
- 人口:2851人(2008年1月)